# Тамоксифен
Тамоксифен (англ. Tamoxifen, лат. Tamoxifenum) — модулятор естрогенових рецепторів (антагоніст естрогену). Синтетичний лікарський препарат  , що є похідним трифенілетилену для перорального застосування.

## Історія
Тамоксифен уперше синтезований у Великій Британії ендокринологом Артуром Волполом і Дорою Річардсон в лабораторії компанії «ICI Pharmaceuticals» у процесі пошуку нових препаратів, які могли б застосовуватися як ранковий протизаплідний засіб, і початково він отримав кодову назву ICI-46,474. У 1962 році Волпол із колегами отримали патент США на новосинтезовану сполуку. Початково тамоксифен планувався до застосування як протизаплідний засіб, проте пізніше встановлено, що він не має протизаплідної дії, а навпаки, може стимулювати овуляцію. Проте одночасно в клінічних дослідженнях виявлено, що тамоксифен зменшує ймовірність розвитку раку молочної залози у ссавців. Після цього клінічні дослідження препарату розпочали інші дослідницькі групи, оскільки компанія «ICI Pharmaceuticals» відмовилась продовжувати дослідження тамоксифену з фінансових причин. Уже у 80-х роках встановлено, що тамоксифен ефективний при естроген-залежному раку молочної залози, проте неефективний при естрогеннечутливому раку молочної залози. У подальших дослідженнях встановлено, що тамоксифен збільшує 5-річне виживання хворих після перенесеного раку молочної залози, висловлювалось також припущення, що препарат сприяє профілактиці остеопорозу та серцево-судинних захворювань, а також знижує ймовірність виникнення раку молочної залози в постменопаузальному періоді, проте пізніше встановлено, що тривале застосування тамоксифену може індукувати розвиток раку яєчників або раку матки, а також може збільшити ймовірність реактивації раку молочної залози, а прийом тамоксифену з профілактичною метою може стимулювати виникнення вкрай агресивної форми раку молочної залози. У подальшому патентні права на тамоксифен отримала компанія «AstraZeneca», яка розпочала випуск тамоксифену під торговою маркою «Нолвадокс». У 2004 році тамоксифен став найбільш продаваним гормональним препаратом проти раку молочної залози, та одним із найпродаваніших лікарських препаратів у світі.

## Фармакологічні властивості
Тамоксифен — синтетичний лікарський засіб, який за своєю хімічною структурою є аналогом естрогенів і є похідним трифенілетилену. Механізм дії препарату полягає в інгібуванні дії естрогенів шляхом конкурентного зв'язування з естрогеновими рецепторами, що призводить до гальмування дії естрогенів на чутливі до них клітини організму. Наслідком цього у першу чергу є інгібування росту естрогензалежних злоякісних пухлин, оскільки він більш активний щодо клітин, в яких більше виражена мітотична активність, яка вища саме в пухлинних клітин. Щоправда, в клінічних дослідженнях виявлено, що тамоксифен впливає також і на естрогеннечутливі пухлини, що дає підстави вважати, що препарат має й інші механізми дії на пухлину. Тамоксифен застосовується при раку молочної залози як у жінок, так і чоловіків, проте його застосування в постменопаузальному періоді в жінок із раком молочної залози є менш ефективним у порівнянні з летрозолом та іншими інгібіторами ароматази. Тамоксифен також може застосовуватися для лікування гормонально активного раку простати, а також для профілактики та лікування гінекомастії. Проте тамоксифен неефективний при застосуванні в лікуванні естрогеннечутливого раку молочної залози, а також малоефективний для профілактики виникнення раку. Для тамоксифену характерною є також подібна до естрогенів дія на кісткову тканину, ендометрій та обмін ліпідів.
Тамоксифен також сприяє підвищенню рівня тестостерону в чоловіків, тому часто застосовується культуристами для нарощування м'язової маси.
Тамоксифен вважається потенційно ембріотоксичним препаратом, і застосування його при вагітності може призвести як до народження дитини із чисельними вадами розвитку, так і до самовільного переривання вагітності або народження мертвої дитини, хоча при довготривалих спостереженнях були випадки народження й здорових немовлят. Згідно даних частини клінічних досліджень, тамоксифен може також знижувати фертильність у чоловіків.

### Фармакокінетика
Тамоксифен швидко та добре всмоктується після перорального застосування. Максимальна концентрація препарату в крові досягається протягом 4—7 годин після прийому препарату. Тамоксифен майже повністю (на 99 %) зв'язується з білками плазми крові. Тамоксифен проникає через плацентарний бар'єр, немає даних за проникнення препарату в грудне молоко, хоча він може пригнічувати лактацію. Тамоксифен метаболізується у печінці з утворенням переважно активних метаболітів, спостерігається також ентерогепатична циркуляція препарату. Виводиться тамоксифен із організму переважно із жовчю, незначна частина виводиться із сечею. Виведення тамоксифену з організму багатофазне, період напіввиведення препарату становить у першій фазі 7—14 годин, у другій фазі цей час складає 5—7 діб, а період напіввиведення основного метаболіту тамоксифену складає 9—14 діб. Час напіввиведення препарату може збільшуватися при порушеннях функції печінки.

## Покази до застосування
Тамоксифен застосовують для лікування раку молочної залози як у жінок, так і у чоловіків; а також при раку яєчника, раку простати, раку нирки та гормоночутливій меланомі при резистентності до інших видів протипухлинного лікування.

## Побічна дія
При застосуванні тамоксифену побічні ефекти спостерігаються досить часто, переважна більшість із них спричинені антиестрогенною дією препарату. Серед них найнебезпечнішими вважаються тромбоемболічні ускладнення, рак ендометрію, токсичний гепатит і рак печінки; часто спостерігаються ураження очей — погіршення зору, катаракта, помутніння сітківки. Серед інших побічних ефектів препарату найчастішими є:
- Алергічні реакції та з боку шкірних покривів — шкірний висип, свербіж шкіри, алопеція, гарячка.
- З боку травної системи — нудота, блювання, холестатичний синдром.
- З боку нервової системи — головний біль, запаморочення, депресія, ретробульбарний неврит.
- З боку серцево-судинної системи — флебіт, периферичні набряки, приливи крові.
- З боку сечостатевої системи — гіперплазія ендометрію, вагінальні кровотечі, збільшення маси тіла, імпотенція, зниження лібідо.
- Інші побічні ефекти — біль у кістках, біль у вогнищах ураження.
- Зміни в лабораторних аналізах — тромбоцитопенія, лейкопенія, підвищення рівня кальцію в крові, підвищення рівня активності ферментів печінки в крові.

## Протипокази
Тамоксифен протипоказаний при підвищеній чутливості до препарату, при вагітності та годуванні грудьми.

## Форми випуску
Тамоксифен випускається у вигляді таблеток по 0,01; 0,02; 0,03 та 0,04 г.

## Заборона використання у спортсменів
Тамоксифен заборонений для використання спортсменами під час змагань згідно з рішенням Всесвітнього антидопінгового агентства, і виявлення препарату в організмі спортсменів під час змагань може служити причиною їх дискваліфікації.